# نیکولاس دومنیگز
نیکولاس دومنیگز (اسپانیایی: Nicolás Domínguez‎؛ زادهٔ ۲۸ ژوئن ۱۹۹۸) بازیکن فوتبال اهل آرژانتین است. 

## باشگاهی
از باشگاه‌هایی که در آن بازی کرده‌است، می‌توان به باشگاه فوتبال ولز سارسفیلد اشاره کرد. 

## تیم ملی
وی همچنین در تیم ملی فوتبال آرژانتین بازی کرده‌است.